# Clement Bischoff
Clement Mutahi Bischoff (Copenhague, Dinamarca, 16 de diciembre de 2005) es un futbolista danés que juega de centrocampista en el Brøndby IF de la Superliga de Dinamarca.

## Trayectoria
Comenzó a jugar al fútbol en los clubes con sede en Amager Sundby Boldklub y AC Academy (academia compartida del Boldklubben 1908 y del Fremad Amager) antes de incorporarse a la academia del Brøndby IF en enero de 2022. Firmó un contrato de dos años y pasó a formar parte del equipo sub-17. Tras impresionar desde el principio, amplió su contrato hasta 2024 en mayo de 2022.
Antes de la temporada 2023-24, se unió al primer equipo del Brøndby en la concentración de pretemporada junto a Ludwig Vraa-Jensen y Noah Nartey. El 27 de septiembre de 2023 debutó como profesional sustituyendo a Marko Divković en el lateral izquierdo en el minuto 68 de la victoria por 3-0 en la Copa de Dinamarca ante el Hellerup IK. El 9 de noviembre de 2023 amplió su contrato con el club hasta 2026. Su debut en la Superliga de Dinamarca se produjo tras el parón invernal, saliendo desde el banquillo en el minuto 85 por Sebastian Sebulonsen en la victoria a domicilio por 3-0 contra el Odense BK el 25 de febrero de 2024.
El 21 de julio de 2024 marcó su primer gol como profesional en el partido inaugural de la temporada del Brøndby contra el Viborg FF, que se saldó con empate a 3-3 fuera de casa. También fue su primer partido como titular con el primer equipo del club. Cuatro días más tarde, debutó en Europa como titular ante el club kosovar KF Llapi en la victoria por 6-0 en casa en la Liga Conferencia de la UEFA. segunda ronda de clasificación. Se convirtió en titular indiscutible en el lateral izquierdo a las órdenes del seleccionador Jesper Sørensen al principio de la temporada.

## Selección naional
Debutó con Dinamarca sub-19 el 7 de septiembre de 2023, sustituyendo a Noah Sahsah en un amistoso contra Polonia sub-19 (3-1). En el siguiente partido, el 10 de septiembre, fue titular por primera vez y marcó su primer gol con Dinamarca, a pesar de la derrota por 2-1 ante Noruega sub-19.

## Vida personal
Es descendiente de kenianos por parte paterna y el tío de Bischoff es el exjugador del Brøndby IF y del Manchester City F. C. Mikkel Bischoff.

## Estadísticas

### Clubes
Actualizado al último partido disputado el 25 de mayo de 2025.
| Club                 | Div.          | Temporada     | Liga  | Liga  | Liga   | Copas nacionales | Copas nacionales | Copas nacionales | Copas internacionales | Copas internacionales | Copas internacionales | Total | Total | Total  |
| Club                 | Div.          | Temporada     | Part. | Goles | Asist. | Part.            | Goles            | Asist.           | Part.                 | Goles                 | Asist.                | Part. | Goles | Asist. |
| -------------------- | ------------- | ------------- | ----- | ----- | ------ | ---------------- | ---------------- | ---------------- | --------------------- | --------------------- | --------------------- | ----- | ----- | ------ |
| Brøndby IF Dinamarca | 1.ª           | 2023-24       | 4     | 0     | 0      | 1                | 0                | 0                | —                     | —                     | —                     | 5     | 0     | 0      |
| Brøndby IF Dinamarca | 1.ª           | 2024-25       | 29    | 2     | 3      | 6                | 0                | 4                | 4                     | 0                     | 2                     | 39    | 2     | 9      |
| Brøndby IF Dinamarca | Total club    | Total club    | 33    | 2     | 3      | 7                | 0                | 4                | 4                     | 0                     | 2                     | 44    | 2     | 9      |
| Total carrera        | Total carrera | Total carrera | 33    | 2     | 3      | 7                | 0                | 4                | 4                     | 0                     | 2                     | 44    | 2     | 9      |